# Smith & Wesson Model 41
Smith & Wesson Model 41 — американский самозарядный пистолет производства компании Smith & Wesson. Начал разрабатываться в послевоенные годы специально для спортивной стрельбы. Угол рукояти по отношению к стволу составляет 105°, как у Colt M1911, для поддержки постоянного захвата.

## Производство
В июле 1947 года были разработаны и испытаны два прототипа X-41 и X-42, которые затем дорабатывались на протяжении 10 лет. В 1957 году была представлена модель 41 для гражданского рынка: в первый год было произведено 679 экземпляров, а к концу 1958 года уже было собрано 9875 экземпляров. С того же 1958 года стали продаваться модели с лёгким 5-дюймовым стволом для стрельбы на открытом пространстве. В 1960 году была представлена модель 41-1 под патрон .22 Short для соревнований International Rapid Fire. Всего 1000 экземпляров были изготовлены с затвором из лёгкого алюминиевого сплава, необходимым для стрельбы патронами .22 Short.
В августе 1963 года на рынок поступила версия с тяжёлым 5-дюймовыми стволом. По данным «Stoeger's Shooter's Bible» 1964 года, для олимпийских соревнований разрабатывался пистолет с длиной ствола почти в 7,375 дюймов. Производство таких моделей с курковым индикатором прекратилось в 1978 году, тогда же началось производство пистолетов с 7-дюймовыми стволами без возможности установки компенсатора. В 1991 году некоторое время продавалась модель с 6-дюймовым стволом. Производство прекратилось в 1992 году, но через два года возобновилось: модель получила обозначение «новой».

### Model 46
В 1957 году была предложена модель 46 «без излишеств». В 1959 году её приняли на вооружение Военно-воздушные силы США для обучения личного состава меткой стрельбе. Было произведено около 4 тысяч экземпляров: 2500 с 7-дюймовым стволом, 1000 с 5-дюймовым стволом и 500 с 5,5-дюймовым стволом. На оружии не было насечек, а при его изготовлении не применялась воронёная сталь, как в случае с моделью 41. В целом модель 46 признали провальной, и её производство прекратилось по финансовым соображениям в 1966 году.